# Thief (videojuego)
Thief es un videojuego de sigilo desarrollado por la empresa Eidos Montréal y distribuido por Square Enix. Fue lanzado el 25 de febrero de 2014 en América del norte, el 27 de febrero de 2014 en Australia y el 28 de febrero de 2014 en Europa para Microsoft Windows, Xbox 360, Xbox One, PlayStation 3 y PlayStation 4. Es el cuarto videojuego de la saga de Thief.

## Argumento
El tiempo ha pasado. El poder ha cambiado de manos. Nuevas codicias remplazan las antiguas.
Pero seguir libre en La Ciudad de las Cadenas - ese es el mayor de los premios.
Primero robaba para sobrevivir... ahora vivo para robar.
Soy un solo hombre; Escucho tus secretos; Veo tus verdades ocultas.
Soy las sombras, las oscuras y mortales sombras, la aterciopelada noche. No me verás llegar.
Soy Garrett... Lo tuyo es mío

El jugador toma el control de Garrett, un maestro ladrón. Garrett regresa a una ciudad de aspecto gótico e industrial, conocida como La Ciudad, para robar todo y a todos para hacerse más rico. Por desgracia para él, La Ciudad se encuentra en un estado de tensión social, asolada por la peste y gobernada por un tirano conocido como el Barón. Para poder sobrevivir a sus aventuras, Garrett tendrá que prestar mucha atención al entorno que le rodea y hacer un buen uso de los múltiples caminos de La Ciudad. Al igual que en los anteriores videojuegos de la saga, el jugador debe utilizar el sigilo para completar los diferentes retos, dejando la violencia como el último recurso.

## Facciones

### Guardianes
Tratan de preservar el balance en el mundo. Garrett fue miembro de los Guardianes, lo cual no impide que, de vez en cuando, estos requieran de su ayuda para sus propios propósitos. Aunque Garrett quiera mantenerse independiente, los Guardianes son la facción más próxima a él.

### Hammeritas
El culto principal en el videojuego es la Orden del Martillo, un credo autoritario y tecno-teológico cuyas variadas invenciones han hecho de La Ciudad una potencia económica. Los Hammeritas son extremadamente píos y eficientes, castigándose con duras penas por sus malas acciones y errores.

### Mecanitas
Son un grupo escindido de los Hammeritas, dirigido por el ex Hammerita Karras (con una inteligencia genial aunque psicópata), quien pretendía llevar la agenda de los Hammeritas hasta las últimas consecuencias mediante la erradicación de toda vida orgánica. El culto fue rápidamente abandonado tras la caída de Karras el catedral de Soulforge. Al igual que los Hammeritas, desprecian a los Paganos.

### Paganos
La presencia de este grupo en La Ciudad creció progresivamente tras la muerte de Constantine. Sienten afinidad por la naturaleza y los seres feéricos, sintiendo un intenso odio por la civilización y el progreso. Habitan edificios abandonados y campos, a menudo, expulsando a los residentes de su entorno para dirigir sus operaciones en secreto.

## Personajes

### Garrett
Es el protagonista de la saga Thief. Es un maestro ladrón que su deseo es robar tranquilamente aunque a su pesar suele verse involucrada con épicos acontecimientos. De niño, fue reclutado para ingresar en los Guardianes aunque no tardó en rebelarse contra el secretismo y jerarquía de la organización para pasar a trabajar exclusivamente para sí mismo y el mejor postor. Usa sus habilidades de Guardián para robar a los ricos y quedárselo él mismo.
Puede ser frío y despiadado pero también tiene su orgullo profesional y procura no recurrir al asesinato salvo cuando resulte extremadamente necesario. También tiene una personalidad cálida con aquellos a quienes considera sus amigos como Viktoria y Artemus aunque no lo demostrará abiertamente.

## Armas

### Arco
Es quizás la herramienta de mayor importancia en el arsenal de cualquier maestro ladrón. Este arco compuesto permite al usuario desplazarse sigilosamente.

### Blackjack
A veces, el único modo de escapar a los vigilantes del Barón es un ataque directo. Un pequeño golpe en la cabeza y el guardia se echará una siesta.

### Cabeza ancha
Aunque una flecha en la rodilla puede lisiar a una persona, una flecha en la cabeza a menudo resulta letal. Con el complemento adecuado las flechas pueden cambiar el entorno a favor del ladrón experimentado.

### Flecha de agua
Estas flechas apagan las llamas al ser disparadas sobre ellas. Con los candelabros no funcionara.

### La Garra
Las azoteas y las cornisas son el hábitat natural de un maestro ladrón. Con este gancho de alta tecnología alcanzar terreno elevado será cosa de niños.

## Recepción
El videojuego ha sido analizado por varios críticos de los videojuegos. La página web de 3DJuegos le da al videojuego una puntuación de 7,5 en todas sus versiones.